# Tianhe
För andra betydelser, se Tianhe (olika betydelser).
Tianhe är ett stadsdistrikt i centrala delen av provinshuvudstaden Guangzhou i provinsen Guangdong i sydöstra Kina.
Tianhe är indelat i 21 stadsdelsdistrikt (jiedao).
- Changxing (长兴街道)
- Chepo (车陂街道)
- Fenghuang (凤凰街道)
- Huangcun (黄村街道)
- Liede (猎德街道)
- Linhe (林和街道)
- Longdong (龙洞街道)
- Qianjin (前进街道)
- Shadong (沙东街道)
- Shahe (沙河街道)
- Shipai (石牌街道)
- Tangxia (棠下街道)
- Tianhenan (天河南街道)
- Tianyuan (天园街道)
- Wushan (五山街道)
- Xiancun (冼村街道)
- Xinghua (兴华街道)
- Xintang (新塘街道)
- Yuancun (员村街道)
- Yuangang (元岗街道)
- Zhuji (珠吉街道)